# Pieter Alardus Haaxman

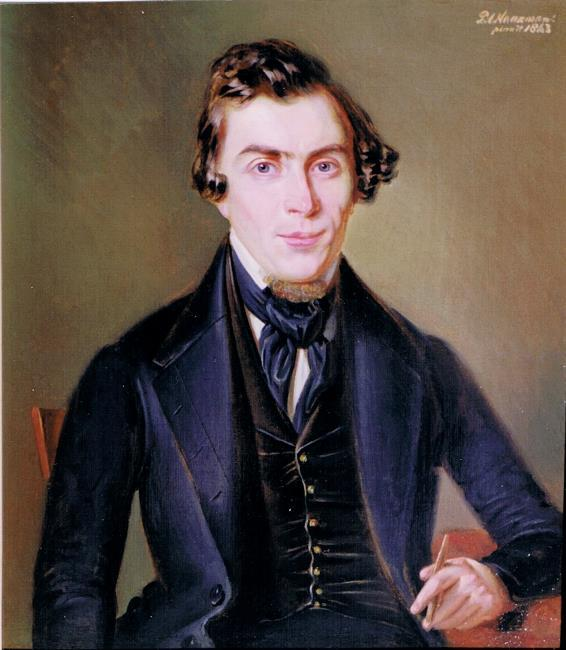
Selbstporträt
Pieter Alardus Haaxman 1843

Pieter Alardus Haaxman (* 12. November 1814 in Delft; † 21. Dezember 1887 ebenda) war ein niederländischer Genre- und Porträtmaler sowie Kunstpädagoge.
Haaxman wurde 1814 als Sohn des Polizeibeamten Cornelis Haaxman und Maria Bolland geboren. 
Pieter Alardus Haaxman war Vater des Kunstkritikers Pieter Anne Haaxman (1847–1935), Großvater der Kunsthistorikerin Jeanne de Loos-Haaxman (1881–1976) und Onkel des Malers Pieter Haaxman. Haaxman heiratete am 15. Juli 1840 in Delft Anna Elisabeth Margaretha Ilcken, Tochter eines Delfter Gold- und Silberschmieds. Aus dieser Ehe gingen sechs Kinder hervor. 
Haaxman wurde Schüler des Delfter Kunstlehrers Cornelis Ouboter van der Grient (1797–1868) und des Malers Cornelis Kruseman. Wie sein Lehrer van der Grient wurde Haaxman Zeichenlehrer an der Delfter Städtischen Zeichenschule. Anschließend wurde er Lehrer an der Hogereburgerschool und der dortigen Abendschule. Er war unter anderem Lehrer von Gerard Adolf Mangold (1858–1941). 
Er war Sekretär der Zeichengesellschaft „Tandem fit surculus arbor“. Als Maler schuf er Genreszenen, Strandszenen, Porträts, Figuren und Szenen aus der Geschichte. Haaxmans Arbeiten befinden sich im Rijksmuseum Amsterdam.